# Mitsubishi Lancer WRC
El Mitsubishi Lancer WRC fue un vehículo de rally basado en el Mitsubishi Lancer Evolution con la homologación World Rally Car. Hizo su debut en 2001 y participó en el Campeonato Mundial de Rally hasta 2005. 
Fue construido por la empresa inglesa Ralliart para la marca Mitsubishi que compitió en el Mundial de Rally durante los años 1982 y 2005 con el equipo Mitsubishi Ralliart WRT. Anteriormente el equipo ya había utilizado el Mitsubishi Lancer Evolution pero como Grupo A. Contó con tres evoluciones durante su carrera: Lancer WRC, Lancer WRC04 y Lancer WRC05.

## Historia
Mitsubishi que había liderado el mundial en la década de los 90, el resurgimiento de los World Rally Car supuso un batacazo para la marca que pasó a ser un equipo de segunda fila y a estar solo por encima de los Grupo N. Los World Rally Car que se habían estrenado en el año 1997 convivieron varias temporadas con algunos Grupo A, pero mientras el resto de marcas presentaban sus coches homologados en las nuevas especificaciones, Mitsubishi esperó mucho y cuando reaccionó fue tarde. La decisión de introducir el Lancer WRC en 2001 fue precipitada y además de perder al piloto con el que había ganado cuatro títulos consecutivos, el coche de Mitsubishi nunca terminó de cuajar.

### Temporadas 2000 - 2002
En el año 2000 la marca decidió abandonar el desarrollo de los coches de Grupo A y construir su primer World Rally Car. El nuevo modelo estaba basado en el Lancer Evo VII y fue introducido a mitad de la temporada 2001 cuando su piloto estrella Tommi Mäkinen lideraba el campeonato, decisión a posterior errónea, puesto que supuso hundir en la tabla al finlandés que apenas sumó puntos y perdió todas las opciones al título. Este, muy enfadado con el equipo, abandonó la marca y se fue a Subaru la temporada siguiente.
Tras el fiasco de 2001, en 2002 la marca contaba con pilotos de segunda fila, como François Delecour y Alister McRae, pero el año no fue mejor que el anterior. El mejor resultado fue un quinto puesto de McRae en Suecia y el equipo quedó marcado por el accidente de Delecour en Australia que le costó la carrera deportiva a su copiloto Daniel Grataloup. La única nota positiva fue la buena actuación de Jani Paasonen en Nueva Zelanda. Tras estos malos resultados la marca decidió darse un año sabático y regresar en 2004 con nuevos bríos.
Para la temporada 2004 Mitsubishi estuvo preparando el nuevo vehículo con homologación World Rally Car, esta vez basado en el Lancer Evo VIII, con un equipo de ingenieros capitaneado por el italiano Mario Fornaris. El nuevo vehículo contaba con un motor de la casa, un 4G6 con centralita Magnetti Marelli que rendía unos 300 cv con un par de 550 Nm a 3.500 rpm. El turbo se construyó de nuevo, se retocaron los colectores de admisión, el escape, los árboles de levas y los pistones. Se montó una caja de cambios manual de cinco velocidades, del preparador británico Ricardo. El chasis era sencillo, con amortiguadores Öhlins y frenos Brembo y se trabajó en profundidad la carrocería que presentaba unas líneas muy angulosas con unos pasos de rueda muy recortados, y un curioso y voluminoso alerón trasero colocado justo detrás de la luneta trasera. El diseño de la carrocería buscó mejorar la refrigeración mecánica y la aerodinámica que se diseñó en el túnel del viento de Lola Racing, en Inglaterra. La transmisión no contaba con diferenciales activos, y se incorporó un diferencial central mecánico epicicloidal que repartía el par entre ambos ejes, mientras que en cada eje se montó un diferencial hidráulico, también sin gestión electrónica.

### Temporada 2004

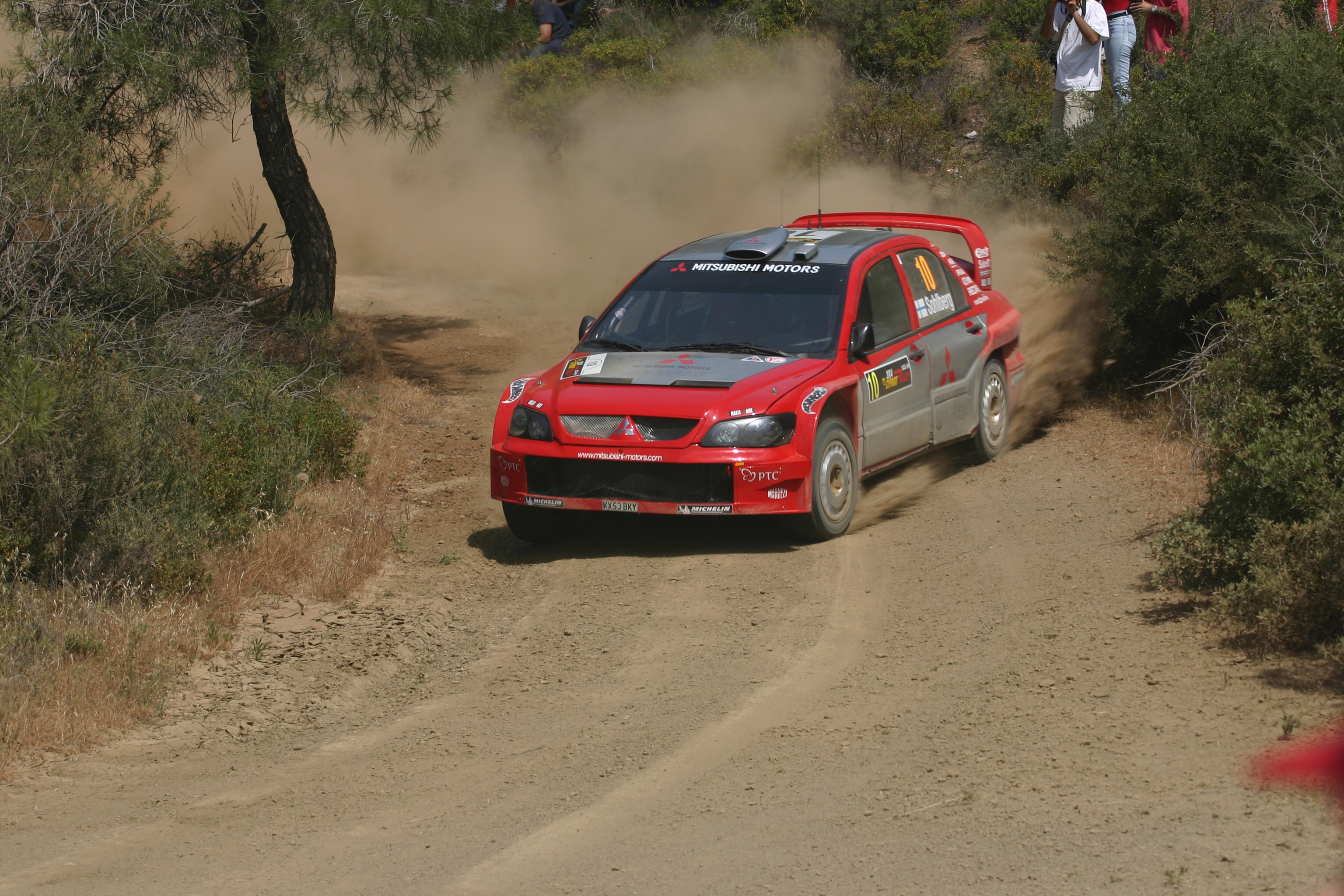
Kristian Sohlberg en el Rally de Chipre de 2004.

El año 2004 supuso el estreno del nuevo Lancer WRC, que como temporada de aprendizaje contó con demasiados contratiempos y el nuevo coche pagó muchos problemas de juventud. Los pilotos elegidos esta vez fueron el francés Gilles Panizzi, muy rápido en asfalto pero débil en tierra, y como segundo piloto se alternaron Kristian Sohlberg, Gianluigi Galli y Dani Solà. El nuevo Mitsubishi no presentó problemas con la suspensión ni con el motor, pero si con la transmisión. A mediados de la temporada la marca abandonó el campeonato, para centrarse en el desarrollo del coche para la temporada 2005.

### Temporada 2005
En 2005 el vehículo presentado contó con varias mejoras. Se trabajó en los diferenciales, esta vez electrónicos de tipo neumático, cambio secuencial en lugar de manual, cambios en la suspensión trasera, reducción del centro de gravedad, etc. Además la marca trabajaba en los diferenciales delantero y trasero electrónicos hasta que detuvo el desarrollo tras el anuncio por parte de la FIA de su prohibición para el año 2006. La marca japonesa, contó de nuevo con Panizzi y fichó a Harri Rovanperä, y el inicio de la temporada pareció prometedora tras un tercer podio del francés en Montecarlo. La evolución del coche fue buena pero los resultados no mejoraron y en la última prueba del año, en Australia, Rovanperä logró una segunda posición que no bastó para que la marca decidiera cancelar su programa previsto para 2006, lo que supuso el fin de la corta carrera para el Mitsubishi Lancer WRC en el mundial.

## Características técnicas
- Motor: frontal de 4 cilindros en línea con doble árbol de levas, inyección electrónica, turbo y culata de 16v. 1996 cc.
- Potencia 300cv a 5.500 rpm.
- Par máximo: 550 Nm a 3.500 rpm.
- Transmisión: Tracción integral con caja de cambios manual de 5 relaciones. Diferencial central epicicloidal y delantero y trasero hidráulicos.
- Carrocería: Berlina de 4 puertas con chasis monocasco de acero.
- Chasis: Suspensión delantera y trasera McPherson. Frenos de disco ventilados de 301 a 380 mm de diámetro.
- Peso: 1.230kg.

## Resultados

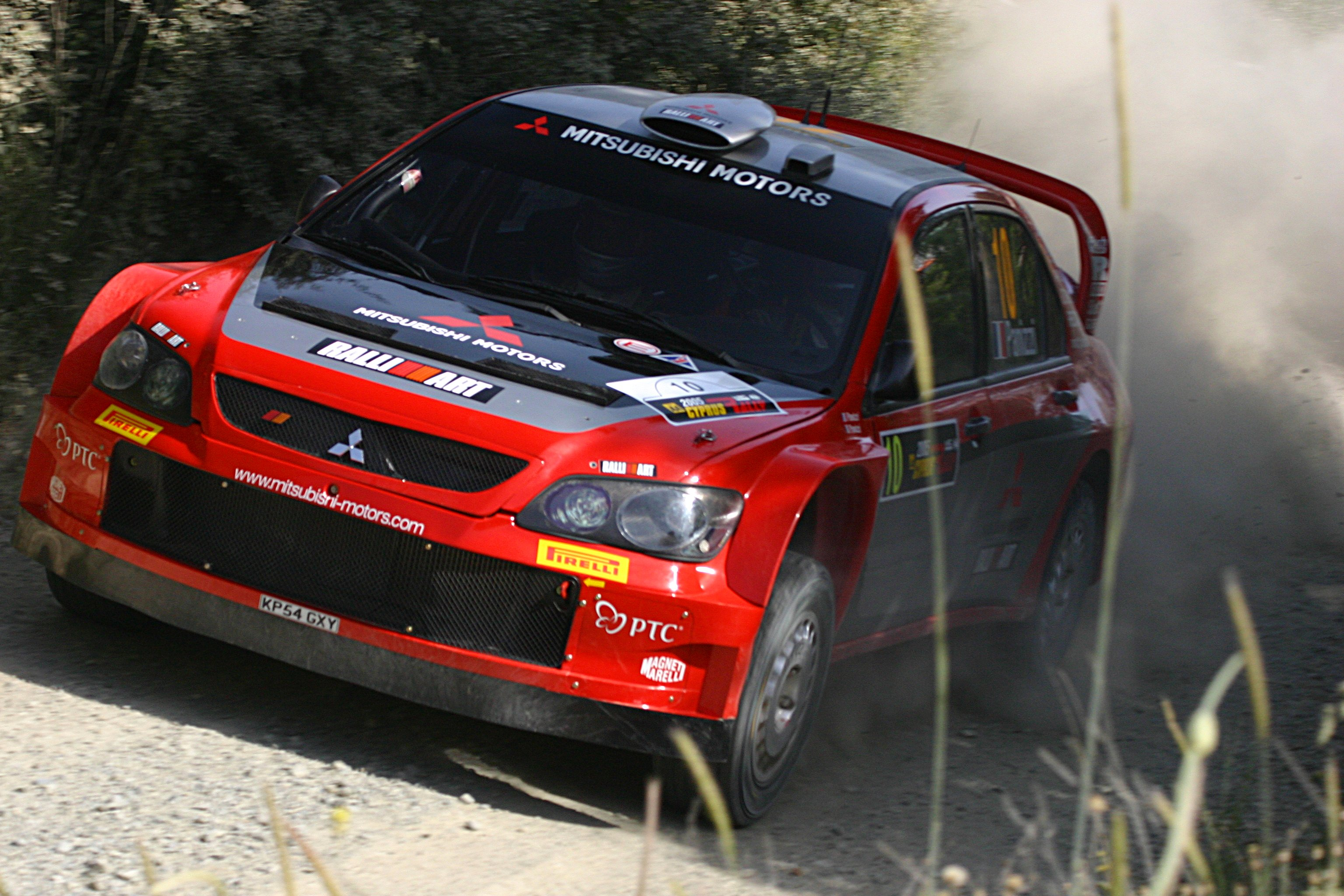
Gilles Panizzi con el Lancer WRC en 2005.

### Temporada 2001
| Año  | Equipo     | Pilotos       | ITA | FRA | AUS | GBR | Pos. | Puntos | Notas |
| ---- | ---------- | ------------- | --- | --- | --- | --- | ---- | ------ | ----- |
| 2001 | Mitsubishi | Tommi Mäkinen | Ret | Ret | 6   | Ret | 3.º  | 69     | [ 3 ] |
| 2001 | Mitsubishi | Freddy Loix   | 12  | 12  | 11  | Ret | 3.º  | 69     | [ 4 ] |

### Temporada 2002
| Año  | Equipo     | Pilotos           | MON | SWE | FRA | ESP | CYP | ARG | GRC | KEN | FIN | GER | ITA | NZL | AUS | GBR | Pos. | Puntos | Notas |
| ---- | ---------- | ----------------- | --- | --- | --- | --- | --- | --- | --- | --- | --- | --- | --- | --- | --- | --- | ---- | ------ | ----- |
| 2002 | Mitsubishi | Francois Delecour | 9   | 34  | 7   | 9   | 13  | Ret | 11  | Ret | Ret | 9   | 10  | 9   | Ret | Ret | 6.º  | 9      | [ 5 ] |
| 2002 | Mitsubishi | Alister McRae     | 14  | 5   | 10  | 13  | Ret | 8   | Ret | 9   | Ret | Ret | Ret |     |     |     | 6.º  | 9      | [ 6 ] |
| 2002 | Mitsubishi | Jani Paasonen     |     | 14  |     |     | Ret |     |     |     | 8   |     |     | Ret | 9   | Ret | 6.º  | 9      | [ 7 ] |

### Temporada 2004
| Año  | Equipo     | Pilotos           | MON | SWE | MEX | NZL | CYP | GRC | TUR | ARG | FIN | GER | ESP | Pos. | Puntos | Notas |
| ---- | ---------- | ----------------- | --- | --- | --- | --- | --- | --- | --- | --- | --- | --- | --- | ---- | ------ | ----- |
| 2004 | Mitsubishi | Gilles Panizzi    | 6   | Ret | 8   | Ret | Ret | 10  | Ret | 7   | 11  | Ret | 12  | 5.º  | 107    | [ 8 ] |
| 2004 | Mitsubishi | Gianluigi Galli   | Ret |     | Ret |     |     |     | 10  |     |     |     | 7   | 5.º  | 107    | [ 8 ] |
| 2004 | Mitsubishi | Dani Sola         |     |     |     |     |     | Ret |     |     |     | Ret | 6   | 5.º  | 107    | [ 8 ] |
| 2004 | Mitsubishi | Kristian Sohlberg |     | EXC |     | Ret | Ret |     |     | Ret | Ret |     |     | 5.º  | 107    | [ 8 ] |

### Temporada 2005
| Año  | Equipo     | Pilotos         | MON | SWE | MEX | NZL | ITA | CYP | TUR | GRC | ARG | FIN | GER | GBR | JAP | FRA | ESP | AUS | Pos. | Puntos | Notas |
| ---- | ---------- | --------------- | --- | --- | --- | --- | --- | --- | --- | --- | --- | --- | --- | --- | --- | --- | --- | --- | ---- | ------ | ----- |
| 2005 | Mitsubishi | Gilles Panizzi  | 3   |     | 8   |     |     | 11  |     |     |     |     |     |     | 11  | Ret |     |     | 5.º  | 76     | [ 9 ] |
| 2005 | Mitsubishi | Gigi Galli      |     | 7   |     | 8   | Ret |     | 8   | 7   | Ret | Ret | 5   | 13  | Ret | 9   | Ret | 5   | 5.º  | 76     | [ 9 ] |
| 2005 | Mitsubishi | Harri Rovanpera | 7   | 4   | 5   | Ret | Ret | 7   | 10  | 6   | 5   | 7   | 10  | 4   | 5   | 10  | 10  | 2   | 5.º  | 76     | [ 9 ] |